# Hiram Johnson
Hiram Warren Johnson, född 2 september 1866 i Sacramento, Kalifornien, död 6 augusti 1945 i Bethesda, Maryland, var en amerikansk politiker. Han var en av de ledande progressiva politikerna i USA i början av 1900-talet och senare en betydande förespråkare för isolationismen.

## Biografi
Fadern Grove L. Johnson var en republikansk ledamot av USA:s representanthus. Hiram Johnson avlade sin grundexamen vid University of California, Berkeley. Han studerade därefter juridik och inledde sin karriär som advokat i Sacramento. Han flyttade 1902 till San Francisco där han stödde reformistisk politik och blev känd som en motståndare till korruption.
Han vann 1910 års guvernörsval i Kalifornien som en liberal republikan. Som guvernör i Kalifornien 1911-1917 blev hans administration i delstaten känd för de betydande framstegen inom områden kvinnlig rösträtt och direkt demokrati. Kalifornien blev plötsligt en föregångare i demokratifrågor inom USA.
I den nationella politiken var Hiram Johnson 1912 en av grundarna av Progressiva partiet, som också blev känt under namnet Bull Moose Party. Partiet nominerade den tidigare presidenten Theodore Roosevelt som presidentkandidat och Hiram Johnson som vicepresidentkandidat i presidentvalet i USA 1912. President William Howard Taft och republikanerna förlorade mot det progressiva utbrytarpartiet men demokraterna vann valet och Woodrow Wilson blev USA:s president.
Efter tiden som guvernör blev Johnson invald i USA:s senat som republikan. Han tillträdde som senator 16 mars 1917 och blev kvar i senaten fram till sin död 1945.
Johnson bestämde sig för att inte delta i det återupplivade progressiva partiet på 1920-talet utan han ville i stället bli republikanernas presidentkandidat. Han besegrades 1920 av Warren G. Harding som vann hela presidentvalet och ännu 1924 fick Johnson tio röster på republikanernas partikonvent. Den gången valdes president Calvin Coolidge till partiets kandidat.
Johnson var en ledande republikansk isolationist. Han talade 1917 mot USA:s inträde i första världskriget och sade att krigets första offer är sanningen: "The first casualty when war comes is truth", något han sannolikt inspirerats av dem brittiska rösträttskvinnan och fredsaktivisten Ethel Annakin Snowden som myntade detta 1915. Johnson röstade emot både Nationernas förbund och Förenta nationerna i USA:s senat.